# Miller Genuine Draft 200 1992
Miller Genuine Draft 200 1992 var ett race som var den sjunde deltävlingen i PPG IndyCar World Series 1992. Racet kördes den 28 juni på Milwaukee Mile. Michael Andretti tog sin andra raka seger, vilket gjorde att han fortsatte att sakta klättra i mästerskapet. Han vann med hela 25 sekunder, sedan Bobby Rahal fått slut på bränsle på sista varvet. Rahal behöll mästerskapsledningen, tack vare att han rullade i mål som tvåa.

## Slutresultat
| Plats | Förare                | Team                     | Grid | Kvaltid |
| ----- | --------------------- | ------------------------ | ---- | ------- |
| 1     | Michael Andretti      | Newman/Haas Racing       | 5    | 22,317  |
| 2     | Bobby Rahal           | Rahal-Hogan Racing       | 1    | 22,096  |
| 3     | Scott Brayton         | Dick Simon Racing        | 4    | 22,259  |
| 4     | Emerson Fittipaldi    | Marlboro Team Penske     | 6    | 22,387  |
| 5     | Eddie Cheever         | Chip Ganassi Racing      | 7    | 22,487  |
| 6     | Mario Andretti        | Newman/Haas Racing       | 10   | 22,938  |
| 7     | Al Unser Jr.          | Galles-Kraco Racing      | 13   | 23,307  |
| 8     | Scott Goodyear        | Walker Racing            | 3    | 22,225  |
| 9     | John Andretti         | Hall/VDS Racing          | 8    | 22,796  |
| 10    | Raul Boesel           | Dick Simon Racing        | 11   | 22,999  |
| 11    | Scott Pruett          | Truesports Co.           | 12   | 23,144  |
| 12    | Danny Sullivan        | Galles-Kraco Racing      | 9    | 22,914  |
| 13    | Eric Bachelart        | Dale Coyne Racing        | 20   | 24,751  |
| 14    | Mike Groff            | Euromotorsport           | 14   | 23,477  |
| 15    | Ted Prappas           | P.I.G. Racing            | 16   | 23,671  |
| 16    | Rick Mears            | Marlboro Team Penske     | 2    | 22,178  |
| 17    | Buddy Lazier          | Leader Cards Racing      | 17   | 24,158  |
| 18    | Tony Bettenhausen Jr. | Bettenhausen Motorsports | 18   | 24,220  |
| 19    | Jeff Wood             | Arciero Racing           | 19   | 24,220  |
| 20    | Ross Cheever          | A.J. Foyt Enterprises    | 22   | -       |
| 21    | Robby Gordon          | Chip Ganassi Racing      | 15   | -       |
| 22    | Steve Chassey         | Euromotorsport           | 21   | 25,783  |